# Les Gars (film, 2013)
 (décembre 2015).
Pour le film de 1981, voir Les Gars (film, 1981).
Pour plus de détails, voir Fiche technique et Distribution.
Les Gars est une comédie luxembourgeoise co-écrite, produite et réalisée par Adolf El Assal, sortie en France le 11 décembre 2013.

## Synopsis
Steven est un élève comme un autre … ou presque. D'abord, il a 23 ans, est luxembourgeois, a des copains « un peu » spéciaux et fait partie d’une classe elle aussi … un peu particulière. Mais, bonne nouvelle : c’est sa classe qui a été choisie pour gagner un voyage au Portugal ! Originaire de ce pays, Steven y voit là l’occasion rêvée pour découvrir sa terre natale à sa façon. Arrivés sur place, Steven et sa bande sont possédés par la folie des grandeurs et décident de mener leurs propres vacances… qui tournent « un peu » mal quand la police portugaise se met à leur trousse pour trafic de faux billets. Heureusement, Guy-Désiré, son meilleur ami, vient à leur secours, et ce malgré son interdiction de voyager à cause de ses mauvaises notes.

## Fiche technique
- Réalisation : Adolf El Assal
- Scénario : Vincent Habay, Adolf El Assal et Diego Castello
- Caméra : Émilie Guéret
- Costumes : Isabelle Dickes
- Montage : Marc Recchia
- Musique : Cico
- Production : Adolf El Assal
- Société de distribution : Wady Films
- Pays d'origine :  Luxembourg
- Langue originale : français
- Format : couleur
- Durée : 85 minutes
- Dates de sortie[1] :
  - Luxembourg : 25 mars 2012
  - France : 11 décembre 2013

## Distribution
- Caty Baccega : Miss Meyer
- Godié : Steven
- Nytt : Guy-Désiré
- Taipan : Henri
- Last' Ar : Armand
- Cico : Edmundo
- Andy Bausch : lui-même
- Marylène Bergmann : elle-même
- Jean-Luc Bertrand : lui-même
- Nilton Martins : Sergio
- Dieudonné Kabongo : M. M'Bokami
- Orelsan : lui-même
- Gilles Soeder : M. Schtarf
- Jean-François Wolff : M. Meyer

## Récompenses
- 2012 : Lëtzebuerger Filmpräis (lb) : Meilleur long-métrage (nomination)
- 2013 : Avanca International Film Festival : Meilleure bande-annonce